# Марота (Авелино)
Марота је насеље у Италији у округу Авелино, региону Кампанија.
Према процени из 2011. у насељу је живело 93 становника. Насеље се налази на надморској висини од 453 м.